# Музикалната стая
„Музикалната стая“ (на бенгалски: জলসাঘর) е индийска музикална драма на бенгалски език от 1958 година на режисьора Сатяджит Рей с участието на Чхаби Бисвас, Падма Деви и Пинаки Сен Гупта, адаптация на едноименен разказ.

## Сюжет
Хузур Бисвамбхар Рой (Чхаби Бисвас) е богат земевладелец, който живее в дворец заедно със съпругата си Махамая (Падма Деви), сина си Хока (Пинаки Сен Гупта) и многото си слуги. Страстта му, която според Махамая се е превърнала в зависимост, е музиката и той харчи голяма част от богатството си, за да организира концерти за простолюдието във великолепната си музикална стая в двореца. Неговото богатство постепенно се стопява, земите му ерозират от водите на местната река. Рой организира грандиозен концерт за първото пришествие на сина си, заплащайки с част от семейните бижута. Когато съседът му, Гангули (Гангапада Босе) го кани в дома си на парти, Рой решава сам да организира пищен концерт в същия ден, за да засенчи приема на съседа си и това му струва последните семейни скъпоценности. Случва се така, че Махамая и Хока загиват по време на една буря и Рой се превръща в отшелник, затваряйки музикалната стая. Сега, години по-късно, Гангули подготвя концерт по случай пришествието на сина си и злобата отново се появява у Рой. Той похарчва последните си пари в опит пак да засенчи съседа си.

## В ролите
- Чхаби Бисвас като Хузур Бисвамбхар Рой
- Падма Деви като Махамая Рой
- Пинаки Сен Гупта като Хока Рой
- Гангапада Босе като Махим Гангули, съседа
- Тулси Лахари като управителя на имението на Рой
- Кали Саркар като Ананта, прислужницата
- Устад Вахид Хан като певеца Устад Уджир Хан
- Рошан Кумари като танцьорката Кришна Бай
- Бегум Ахтар като певеца Дурга Бай

## Продукция
Снимките на филма започват през май 1957 година и протичат в областта Нимтита в едноименно село, отдалечено на десет километра от град Муршидабад в щата Западна Бенгалия. Приходите от него са $ 94 886.

## Награди и номинации
- Сребърна награда за най-добра музика на Вилаят Хан от Международния кинофестивал в Москва през 1959 година.
- Сертификат за заслуги като втори най-добър филм от „Индийските национални филмови награди“ през 1959 година.
- Втора награда за най-добър филм на бенгалски език от „Индийските национални филмови награди“ през 1959 година.
- Номинация за голямата награда за най-добър филм от Международния кинофестивал в Москва през 1959 година.[2]